# Tudo Mudar
Tudo Mudar é o terceiro single de trabalho do álbum Nadando com os Tubarões da banda Charlie Brown Jr.. A música foi regravada no álbum Acústico MTV - Charlie Brown Jr., lançado em 2003.
Esta musica foi incluída na trilha-sonora de 2001 do seriado teen Malhação.

## Desempenho nas Paradas de Sucesso
| Ano  | Single       | Charts      | Charts         | Charts       | Charts    | Charts        | Charts | Charts | Álbum                   |
| Ano  | Single       | BRA Hot 100 | BRA Hit Parade | BRA Year End | Bill. BRA | Bill. Pop BRA | HSPN   | POR    | Álbum                   |
| ---- | ------------ | ----------- | -------------- | ------------ | --------- | ------------- | ------ | ------ | ----------------------- |
| 2000 | "Tudo Mudar" | 6           | 5              | —            | —         | —             | 28     | —      | Nadando com os Tubarões |